# Mistrzostwa Europy w Biathlonie 1995
Mistrzostwa Europy w Biathlonie 1995 odbyły się we francuskiej miejscowości Le Grand-Bornand. Rozegrane zostały 3 konkurencje: bieg indywidualny, bieg sprinterski i bieg sztafetowy. Wszystkie konkurencje zostały rozegrane dla mężczyzn i kobiet seniorów oraz juniorów. W sumie odbyło się 12 biegów. 

## Wyniki kobiet

### Bieg indywidualny – 15 km[1]
- Data:

| Medal | Zawodnik             | Narodowość |
| ----- | -------------------- | ---------- |
|       | Swietłana Paramygina | Białoruś   |
|       | Nina Łemesz          | Ukraina    |
|       | Emmanuelle Claret    | Francja    |

### Bieg sztafetowy – 3 × 7,5 km[2]
- Data:

| Medal | Drużyna                                                            |
| ----- | ------------------------------------------------------------------ |
|       | Francja Corinne Niogret · Florence Baverel · Anne Briand           |
|       | Ukraina Tetiana Wodopjanowa · Nina Łemesz · Wałentyna Cerbe-Nesina |
|       | Niemcy Kathi Schwaab · Steffi Kindt · Martina Zellner              |

### Bieg sprinterski – 7,5 km[3]
- Data:

| Medal | Zawodnik        | Narodowość |
| ----- | --------------- | ---------- |
|       | Corinne Niogret | Francja    |
|       | Katrin Apel     | Niemcy     |
|       | Anne Briand     | Francja    |

## Wyniki kobiet (juniorki)

### Bieg indywidualny – 10 km
- Data:

| Medal | Zawodnik            | Narodowość |
| ----- | ------------------- | ---------- |
|       | Sanna-Leena Perunka | Finlandia  |
|       |                     |            |
|       |                     |            |

### Bieg sztafetowy – 3 × 7,5 km
- Data:

| Medal | Drużyna     |
| ----- | ----------- |
|       | Finlandia · |
|       |             |
|       |             |

### Bieg sprinterski – 7,5 km
- Data:

| Medal | Zawodnik           | Narodowość |
| ----- | ------------------ | ---------- |
|       | Kateřina Losmanová | Czechy     |
|       |                    |            |
|       |                    |            |

## Wyniki mężczyzn

### Bieg indywidualny – 20 km[4]
- Data:

| Medal | Zawodnik          | Narodowość |
| ----- | ----------------- | ---------- |
|       | Igor Chochriakow  | Białoruś   |
|       | Aleksandr Popow   | Białoruś   |
|       | Holger Schönthier | Niemcy     |

### Bieg sztafetowy – 4 × 7,5 km[5]
- Data:

| Medal | Drużyna                                                                      |
| ----- | ---------------------------------------------------------------------------- |
|       | Białoruś Igor Chochriakow · Aleksandr Popow · Oleg Ryżenkow · Wadim Saszurin |
|       | Niemcy René König · Lars Kreuzer · Markus Quappig · Marco Morgenstern        |
|       | Ukraina Rusłan Łysenko · Wałentyn Dżyma · Roman Zwonkow · Taras Dolnyj       |

### Bieg sprinterski – 10 km[6]
- Data:

| Medal | Zawodnik       | Narodowość |
| ----- | -------------- | ---------- |
|       | Raphaël Poirée | Francja    |
|       | Gilles Marguet | Francja    |
|       | Oleg Ryżenkow  | Białoruś   |

## Wyniki mężczyzn (juniorzy)

### Bieg indywidualny – 15 km
- Data:

| Medal | Zawodnik              | Narodowość |
| ----- | --------------------- | ---------- |
|       | Christian Braunhoffer | Włochy     |
|       | Wojciech Kozub        | Polska     |
|       |                       |            |

### Bieg sztafetowy – 4 × 7,5 km
- Data:

| Medal | Drużyna    |
| ----- | ---------- |
|       | Białoruś · |
|       |            |
|       |            |

### Bieg sprinterski – 10 km
- Data:

| Medal | Zawodnik     | Narodowość |
| ----- | ------------ | ---------- |
|       | Tero Kosunen | Finlandia  |
|       |              |            |
|       |              |            |

## Tabela Medalowa
| Miejsce | Państwo |  |  |  | Razem |
| ------- | ------- |  |  |  | ----- |
| 1.      |         |  |  |  |       |
| 2.      |         |  |  |  |       |
| 3.      |         |  |  |  |       |
| 4.      |         |  |  |  |       |
| 5.      |         |  |  |  |       |
| 6.      |         |  |  |  |       |
| 7.      |         |  |  |  |       |
| 8.      |         |  |  |  |       |
| 9.      |         |  |  |  |       |
| 10.     |         |  |  |  |       |